# 館林藩
館林藩（日语：／ Tatebayashi han */?）是位於日本上野国邑樂郡的一個藩。藩廳位於館林城。

## 歷史
館林藩自立以後便非常不安定，並沒出現長期統治者。最初的統治都是榊原氏。關原之戰後，被加封到11萬石。第二代藩主榊原康勝早逝，於是立下大須賀氏大須賀忠次成為康勝的養子。1643年忠次被移封到白河藩。
1644年2月28日再度立藩。藩主是濱松藩藩主松平乘壽以6萬石入主。1661年第二代藩主松平乘久移封至佐倉藩。然後是德川家綱之弟德川綱吉以25萬石。1680年家綱逝世，由於沒有子孫改由綱吉继承将军位，藩主之位由綱吉之子德松繼承。1683年4月28日在4歲夭折，因而成為幕府的天領。
1707年德川綱重次男松平清武成為了藩主，後來獲兩次增封。第三代藩主松平武元在1728年移封到陸奧國棚倉藩。由若年寄太田資晴以5萬石入藩，資晴後來成為了大坂城代而被藩廢。1740年資晴之子資俊再度立藩。6年後被移封至遠州國掛川藩。之後松平武元再次成為館林藩主，1836年第三代藩主松平齊厚被移封至石見國濱田藩。
入替的是棚倉藩主井上正春。1845年移封至遠州國濱松藩。之後由出羽國山形藩6萬石的秋元志朝入主，由秋元氏管治後，藩政管理相當成功。由於與長州藩有婚姻關係，因此亦成為倒幕先鋒。1864年經歷禁門之變後，藩主被迫退位，由禮朝繼承。1868年新政府管治下藩主成為了藩知事，1871年廢藩置縣後成為了館林縣，曾成為栃木縣領地範圍，1875年成為了群馬縣的一部份。

## 藩主

### 榊原家
譜代。10万石→11万石。
1. 榊原康政
2. 榊原康勝
3. 榊原忠次

### 天領
1643年至1644年2月28日

### 大給松平家
6万石→5万5000石。譜代。
1. 松平乘壽
2. 松平乘久

### 德川家
25万石。親藩。
1. 德川綱吉
2. 德川德松

### 天領
1683年至1707年

### 越智松平家
2万4000石→3万4000石→5万4000石。
1. 松平清武
2. 松平武雅
3. 松平武元

### 太田家
5万石。譜代。
1. 太田資晴

### 天領
1734年-1740年

### 太田家
5万石。譜代。
1. 太田資俊

### 越智松平家
5万4000石→6万1000石。親藩。
1. 松平武元
2. 松平武寛
3. 松平齊厚

### 井上家
6万石。譜代。
1. 井上正春

### 秋元家
6万石→7万石。譜代。
1. 秋元志朝
2. 秋元禮朝